# Lothar Kurbjuweit
Lothar Kurbjuweit (n. 6 noiembrie 1950, Riesa, Saxonia, Germania) este un fotbalist ce a reprezentat Republica Democrată Germană, medaliat olimpic. A participat la 2 ediții ale Jocurilor Olimpice (1972, 1976) în care a câștigat o medalie de aur și o medalie de bronz.